# NGC 5072
NGC 5072 este o galaxie situată în constelația Fecioara. A fost descoperită în 26 aprilie 1867 de către Heinrich Louis d'Arrest. Se află la o distanță de 73,79 de megaparseci de Pământ.